# 프리미어리그 이달의 감독

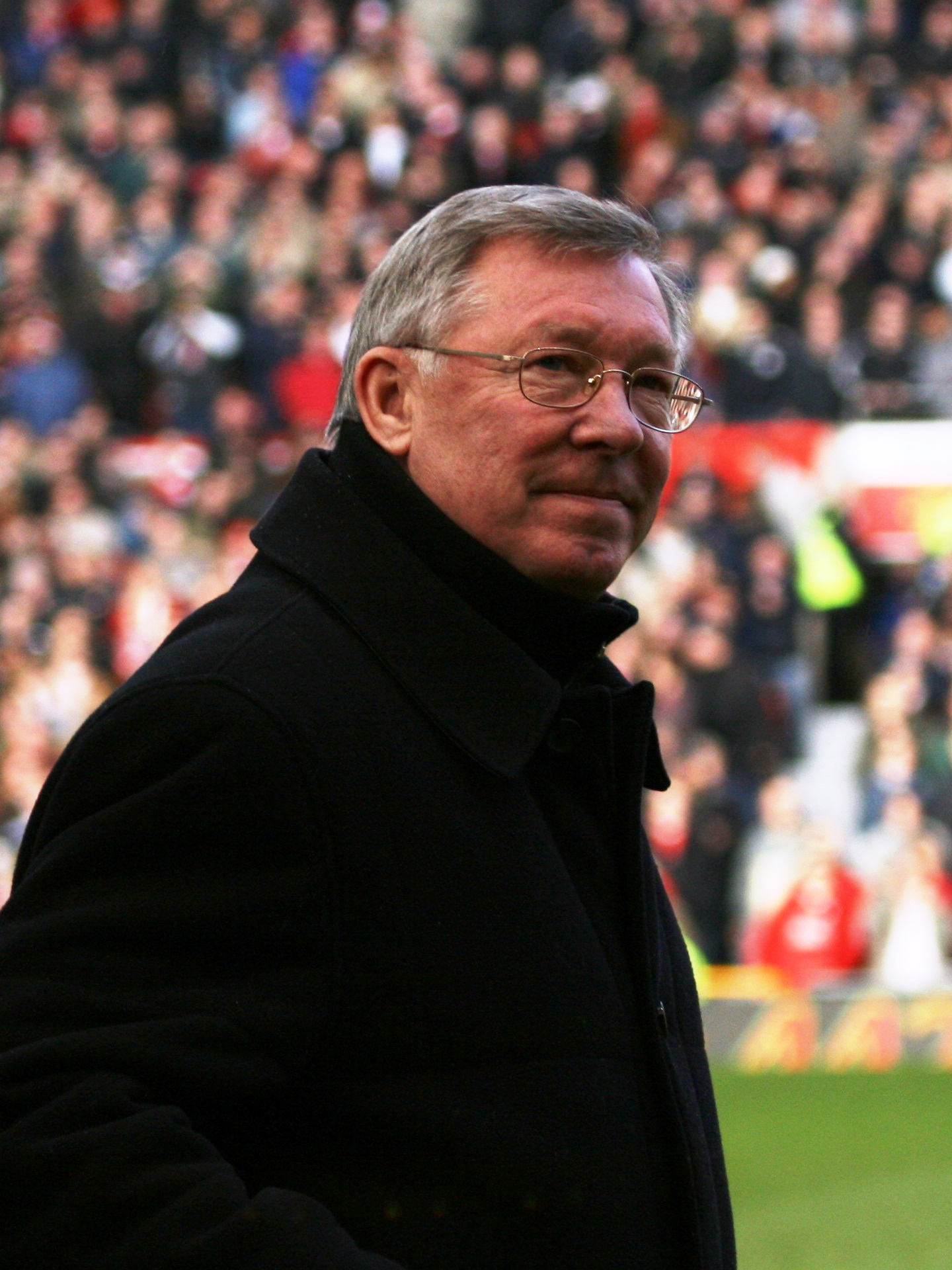
첫 수상자이자 27회 수상한 알렉스 퍼거슨

프리미어리그 이달의 감독(Premier League Manager of the Month)는 프리미어리그 시즌 중 매달 뛰어난 활약을 보여준 감독에게 주어지는 축구 상이다. 잉글랜드 축구 협회 선정단이 수상자를 결정하며, 첫째 주 또는 둘째 주 금요일에 이달의 선수상과 함께 지난 달 수상자가 발표된다. 1994년부터 2001년까지는 칼링 프리미어십 이달의 감독상, 2001년부터 2004년까지는 바클리스카드 프리미어십 이달의 감독상이란 명칭으로 불렸으며 현재는 바클리스 이달의 감독상으로 불리고 있다.

## 2회 이상 수상 감독
다음은 2회 이상 수상한 감독 목록이다.
| *           | 현직 프리머어리그 감독 |
| 기울인 글씨 | 현직 축구 감독         |

| 순위 | 감독                | 수상 |
| ---- | ------------------- | ---- |
| 1위  | 알렉스 퍼거슨       | 27   |
| 2위  | 아르센 벵거         | 13   |
| 3위  | 데이비드 모이스     | 10   |
| 4위  | 마틴 오닐           | 8    |
| 4위  | 해리 레드냅*        | 8    |
| 6위  | 샘 앨러다이스*      | 6    |
| 6위  | 라파엘 베니테스     | 6    |
| 6위  | 보비 롭슨           | 6    |
| 9위  | 케빈 키건           | 5    |
| 10위 | 카를로 안첼로티     | 4    |
| 10위 | 로이 호지슨         | 4    |
| 10위 | 조 키니어           | 4    |
| 10위 | 고든 스트라컨       | 4    |
| 14위 | 앨런 커비쉴리       | 3    |
| 14위 | 제라르 울리에       | 3    |
| 14위 | 조제 모리뉴*        | 3    |
| 14위 | 데이비드 오리어리   | 3    |
| 14위 | 앨런 파듀*          | 3    |
| 14위 | 스튜어트 피어스     | 3    |
| 14위 | 마누엘 펠레그리니*  | 3    |
| 14위 | 브렌던 로저스*      | 3    |
| 22위 | 프랭크 클락         | 2    |
| 22위 | 스티브 코펠         | 2    |
| 22위 | 오언 코일           | 2    |
| 22위 | 케니 달글리시       | 2    |
| 22위 | 로이 에반스         | 2    |
| 22위 | 존 그레고리         | 2    |
| 22위 | 글렌 호들           | 2    |
| 22위 | 폴 쥬얼             | 2    |
| 22위 | 로베르토 만치니     | 2    |
| 22위 | 클라우디오 라니에리 | 2    |
| 22위 | 피터 리드           | 2    |
| 22위 | 그레임 소네스       | 2    |
| 22위 | 필 톰슨             | 2    |
| 22위 | 안드레 빌라스보아스 | 2    |

## 국적별 수상
2015년 1월 16일 기준.
| 국가       | 수상 |
| ---------- | ---- |
| 잉글랜드   | 76   |
| 스코틀랜드 | 50   |
| 프랑스     | 16   |
| 북아일랜드 | 11   |
| 이탈리아   | 9    |
| 아일랜드   | 9    |
| 스페인     | 7    |
| 포르투갈   | 5    |
| 칠레       | 3    |
| 웨일스     | 3    |
| 네덜란드   | 2    |
| 아르헨티나 | 1    |
| 이스라엘   | 1    |
| 스웨덴     | 1    |

## 팀별 수상
2015년 1월 16일 기준.
| 팀                    | 수상 |
| --------------------- | ---- |
| 맨체스터 유나이티드   | 27   |
| 리버풀                | 14   |
| 아스널                | 13   |
| 뉴캐슬 유나이티드     | 13   |
| 에버턴                | 12   |
| 첼시                  | 10   |
| 맨체스터 시티         | 9    |
| 토트넘 홋스퍼         | 9    |
| 사우샘프턴            | 8    |
| 애스턴 빌라           | 7    |
| 볼턴 원더러스         | 7    |
| 블랙번 로버스         | 6    |
| 리즈 유나이티드       | 5    |
| 웨스트 햄 유나이티드  | 5    |
| 레스터 시티           | 4    |
| 윔블던                | 4    |
| 찰턴 애슬레틱         | 3    |
| 코번트리 시티         | 3    |
| 미들즈브러            | 3    |
| 노팅엄 포리스트       | 3    |
| 포츠머스              | 3    |
| 레딩                  | 3    |
| 셰필드 웬즈데이       | 3    |
| 선덜랜드              | 3    |
| 위건 애슬레틱         | 3    |
| 풀럼                  | 2    |
| 스완지 시티           | 2    |
| 웨스트브로미치 앨비언 | 2    |
| 버밍엄 시티 FC        | 1    |
| 크리스털 팰리스       | 1    |
| 더비 카운티           | 1    |
| 헐 시티               | 1    |
| 입스위치 타운         | 1    |
| 노리치 시티           | 1    |
| 올덤 애슬레틱         | 1    |

## 같이 보기
- 프리미어리그 이달의 선수상